# Lijst van pilot- en speciale afleveringen van MythBusters
Dit is een lijst van de pilotafleveringen en specials van de televisieserie MythBusters. De verschillende mythes en broodjeaapverhalen die worden getest kunnen drie uitkomsten hebben: Busted (de bewering klopt niet), Plausible (de bewering is mogelijk, maar onwaarschijnlijk.), of Confirmed (de bewering werd bevestigd).

## Pilots

### Pilot 1 — "Jet Assisted Chevy, Pop Rocks and Soda"
| Mythe | Status | Notities |
| --- | ------ | --- |
| Indien je een auto voorziet van een JATO-raket op het dak, kan hij snelheden bereiken tot 480 km/u en zelfs de lucht in vliegen.       | Busted | Adam en Jamie konden geen echte JATO raketten krijgen van de luchtmacht. Daarom gebruikten ze drie amateur-raketten van hetzelfde kaliber. De snelheid van de auto werd dusdanig opgevoerd dat een helikopter moest worden gebruikt om hem bij te houden, maar de snelheid was bij lange na geen 480 km/u. Ook vloog de auto niet de lucht in. |
| Indien je grote hoeveelheden Pop Rocks (een koolzuurhoudend snoepje) eet, en daarbij grote hoeveelheden cola drinkt, ontploft je maag. | Busted | De cola en de Pop Rocks produceerden samen niet genoeg koolstofdioxide om je maag te doen ontploffen. Je zou echter wel (pijnlijk) voelen dat je maag enorm uitzet. |

### Pilot 2 — "Vacuum Toilet, Biscuit Bazooka, Leaping Lawyer"
| Mythe | Status    | Notities |
| --- | --------- | --- |
| Een nogal gezet persoon kan vast komen te zitten in het vacuüm toilet van een vliegtuig. | Busted    | Het is niet plausibel dat een mens de toiletbril zo kan afsluiten dat je vastgezogen wordt. Daarbij ontstaat alleen bij het doortrekken even een vacuümzuiging en die is dermate laag dat je nog gewoon kan opstaan. |
| Een vrouw hoorde ooit een knal en dacht dat ze door een kogel was geraakt in haar hoofd. In werkelijkheid was er een blik kant-en-klaar deeg in haar tas ontploft door de hitte.                                               | Plausible | Veel van de door Adam en Jamie geteste deegsoorten ontploften inderdaad toen ze werden achtergelaten in een auto met een binnentemperatuur van 60 °C, zelfs met genoeg kracht om de chauffeur te raken. Niemand kan echter met zekerheid bevestigen dat het verhaal van de vrouw echt gebeurd is. Deze mythe kreeg twee spin-offs in Myths Revisited (seizoen 2) en in MythBusters Revisited (seizoen 3). |
| Een advocaat die wilde demonstreren dat de ramen van een hoog kantoorgebouw sterk genoeg waren vond de dood toen hij expres tegen een raam opliep en dit toch niet sterk genoeg bleek te zijn, waardoor hij naar beneden viel. | Confirmed | Indien je met een snelheid van 7,5 km/u op een raam afrent kan je erdoorheen breken. Het incident werd bevestigd door een journalist. Het is een keer gebeurd in Toronto. |

### Pilot 3 — "Larry's Lawn Chair Balloon, Poppy Seed Drug Test,Goldfinger"
| Mythe | Status    | Notities |
| --- | --------- | --- |
| Indien je jezelf geheel met goudverf insmeert, kun je sterven omdat je huid niet meer kan ademen, zoals in de James Bondfilm Goldfinger.                                                             | Busted    | Jamie werd van top tot teen bedekt met goudverf en hield dit een uur vol zonder gevolgen, behalve dan een beetje koortsachtig gevoel. De mythe gaat nog verder door te beweren dat Shirley Eaton, de actrice die in de film goud werd geverfd, echt hieraan overleed. Ze verscheen echter in de aflevering als levend bewijs dat dit niet het geval is. |
| Een man bond ooit zoveel met helium gevulde weerballonnen aan zijn tuinstoel dat hij de lucht in vloog. Hij wist uiteindelijk veilig te landen door met een geweer enkele ballonnen lek te schieten. | Confirmed | Adam Savage ging met een tuinstoel waaraan met helium gevulde weerballonnen zaten de lucht in, en wist veilig te landen door een paar ballonnen lek te schieten. De FAA bevestigde later het verhaal. Het is daadwerkelijk een keer gedaan door een man genaamd Larry Walters.                                                                          |
| Het eten van grote hoeveelheden brood of cake met maanzaad kan een positieve uitslag opleveren bij een drugs- of heroïnetest.                                                                        | Plausible | Als de test gevoelig genoeg is, kan maanzaad je inderdaad een positieve uitslag geven. |

## Herhalingen

### "Best Animal Myths"
Deze aflevering blikte terug op de drie beste mythes rondom dieren uit het eerste seizoen.
1. Chicken Gun (Seizoen 1, Aflevering 9)
2. Goldfish Memory (Seizoen 1, Aflevering 11)
3. Does a Duck's Quack Echo? (Seizoen 1, Aflevering 8)

### "Best Electric Myths"
In deze aflevering werden de drie beste mythes rondom elektriciteit uit het eerste seizoen herhaald
1. Peeing on the Third Rail (Seizoen 1, aflevering 3)
2. Lightning Strikes Tongue Piercing (Seizoen 1, Aflevering 6)
3. Deadly Microwaves (Seizoen 1, Aflevering 4)

### "Best Explosions"
In deze aflevering werd teruggeblikt op de meest explosieve mythes die in het eerste seizoen werden ontkracht.
1. Cell Phones and Gas Stations (Seizoen 1, aflevering 2)
2. Raccoon Rocket (Seizoen 1, aflevering 7)
3. Tree Cannon (Seizoen 1, aflevering 6)
4. Exploding Toilet (Seizoen 1, aflevering 1)

## Specials

### Special 1 — "Viewers Choice Christmas Special"
In deze aflevering, met kerst als thema, onderzochten Adam en Jamie een aantal mythes die te maken hebben met de feestdagen in december. Ook gaven ze de top tien van favoriete mythes uit seizoen 1 en de pilotafleveringen. Die top tien was:
1. Tree Cannon (Seizoen 1, aflevering 6)
2. Rocket Car (Pilot 1)
3. Escape from Alcatraz (Seizoen 1, aflevering 8)
4. Stinky Car (Seizoen 1, aflevering 7)
5. Barrel of Bricks (Seizoen 1, aflevering 3)
6. Lawn Chair Larry (Pilot 3)
7. Pop Rocks and Soda (Pilot 1)
8. Beat the Breath Test (Seizoen 1, aflevering 6)
9. Chicken Gun (Seizoen 1, aflevering 9)
10. Cd-rom Shattering (Seizoen 1, aflevering 2)

| Mythe | Status    | Notities |
| --- | --------- | --- |
| Een kalkoen kan ontploffen als hij onvoorzichtig in de frituur wordt gestopt.                                                                                              | Busted    | De kalkoen ontplofte niet. Wel bestaat de kans dat de kokende olie door de kalkoen alle kanten opspat, wat ook zeer gevaarlijk is. Dit effect werd overigens alleen bereikt met een bevroren kalkoen. Een ontdooide gaf geen enkel probleem. |
| Als je een zilveren lepel in de hals van een geopende fles champagne stopt, behoudt hij langer zijn smaak.                                                                 | Busted    | In een proeftest waarbij ook een ongeopende champagne, een geopende en opnieuw gekurkte champagne en een geopende champagne zonder iets werden getest, bleek de lepelchampagne de slechtste.                                                 |
| Een vallende ijspegel kan iemand doden | Confirmed | Een ijspegel van 45 centimeter die vanaf het dak van een huis valt kan iemand doden. |
| Een sneeuwpop met kleren aan smelt minder snel dan een naakte sneeuwpop.                                                                                                   | Confirmed | Deze mythe is getest op een warme zomerdag waarbij het 25 °C was. De naakte sneeuwman smolt veel sneller dan de aangeklede. |
| Een urinestroom kan in de winter door de kou spontaan bevriezen. | Busted    | Dit werd getest in een vriezer bij een temperatuur van -50 °C. De (nep)urinestroom van de MythBusters bevroor niet. |
| Een kamer waarin een open haard brand wordt weliswaar warmer, maar door de luchtstroom die het vuur veroorzaakt worden de kamers rondom de kamer met de open haard kouder. | Confirmed | De temperatuur in de kamers rondom de ruimte waarin een open haard brandde daalde ongeveer 1½ °C vanaf het moment dat de haard werd aangestoken.                                                                                             |

### Special 2 — "Buster Special"
In deze aflevering keken Adam en Jamie terug op Busters gloriemomenten sinds zijn introductie in de Exploding Toilet mythe uit (seizoen 1, aflevering 1. Dit in verband met Busters vernietiging in de Ming Dynasty Astronaut mythe uit seizoen 2, aflevering 24). Ook werd de constructie van de Buster 2.0 getoond.
- Exploding Toilet (Seizoen 1, aflevering 1)
- Barrel of Bricks (Seizoen 1, aflevering 3)
- Hammer Drop (Seizoen 1, aflevering 5)
- Raccoon Rocket (Seizoen 1, aflevering 7)
- The Mad Trombonist (Seizoen 1, aflevering 11)
- Forest Fire Scuba Diver (Seizoen 2, aflevering 15)
- Elevator of Death (Seizoen 2, aflevering 17)
- Boom Lift Catapult (Seizoen 2, aflevering 22)
- Plywood Builder (Seizoen 2, aflevering 18)
- Ming Dynasty Astronaut (Seizoen 2, aflevering 24)

### Special 3 — "Ultimate MythBuster"
In deze aflevering gingen Adam en Jamie de strijd met elkaar aan in een serie bizarre testen om te bepalen wie van de twee de "Ultieme MythBuster" is.
| Uitdaging | Winnaar    | Notities |
| --- | ---------- | --- |
| Uitdaging 1: Bouw een machine die een tortilla zo ver mogelijk kan schieten | Jamie      | Adam en Jamie moesten eerst machines bouwen. Adam maakte een arm uit hout en haalde maximaal 18 meter. Jamie maakte een kanon uit een pijp en een luchtdruktank en haalde 22 meter. |
| Uitdaging 2: De angst test | Gelijkspel | Om hun moed te testen werden de MythBusters geconfronteerd met onder andere slangen, tarantulas, schorpioenen en miljoenpoten. De schorpioenen hadden het meeste effect, maar uiteindelijk was er geen duidelijke winnaar. |
| Uitdaging 3: Schat het gewicht van drie voorwerpen | Adam       | Adam en Jamie moesten het gewicht in schatten van een speelgoedauto, een engelenbeeld en een luik uit een vliegtuig. Adam had bij alle drie de voorwerpen het beste geschat en was dus overduidelijk de winnaar. |
| Uitdaging 4: Bouw een apparaat dat een ei kan laten vallen zonder het te breken, met behulp van twee sinaasappelen, twee latex handschoenen, papier, 1,5 meter tape, zes meter touw en “andere rotzooi die je rond de werkplaats vindt”. | Jamie      | Adam maakte een kegel van papier en plaatste een sinaasappel op de bodem. Het ei werd in een handschoen geplaatst. Jamie at zijn sinaasappel eerst op en stopte het ei in de schil. De sinaasappel ging vervolgens in een van de handschoenen, en werd in touw gewikkeld, met aan het andere eind de tape. Op die manier kon hij het ei laten vallen zonder problemen. |
| Uitdaging 5: Wie is er gevoeliger voor pijn. Dit werd getest via een paintball wedstrijd. | Jamie      | De MythBusters moesten elkaar beschieten, en per schot een stap dichterbij gaan. Jamie schoot elke keer op dezelfde plek. Adam hield dat niet vol. |
| Laatste uitdaging 6: De MythBusters Quiz | Jamie      | Adam en Jamie stelden elkaar vragen over de mythes die ze reeds onderzocht hadden om te bepalen wie nog het meeste wist. Adam had vier en een halve vraag goed, Jamie 5. |
| Score | Adam 1     | Jamie 4 |
| Winnaar | Jamie      | |

### Special 4 — "MythBusters Outtakes"
In deze aflevering werden beelden getoond die achteraf nooit zijn verwerkt in de afleveringen, waaronder een paar mislukte experimenten en zelfs een paar complete mythes.
De clips uit oude afleveringen waren:
- Ping-Pong Rescue, waarin een zeeotter ervandoor ging met een van de pingpongballen.
- Plywood Builder, waarin Jamie problemen had met het veiligheidskoord, en Christine op het laatste moment toch de sprong niet durfde te nemen.
- Chinese Water Torture, waar Tory en Scottie ook plaatsnamen op het martelrek.
- Buried Alive, waarin Adam en een producer ook plaatsnamen in de lijkkist, maar geen van beide slaagde erin Jamies record te verbreken.
- Cement Removal, waarin Tory via een drilboor probeerde cement weg te halen uit een bijna geheel gevulde truck, maar er niet in slaagde.
- Needle in a Haystack, waarin Adam, voordat hij zijn uiteindelijke Needlefinder 2000 bouwde, erover nadacht om een metaaldetector en een bloedhond te gebruiken om de naalden te vinden.
- Escape from Alcatraz, waarin Adam en Jamie het idee onderzoeken dat het ontsnappingsvlot van de drie gevangenen best weleens na afloop kon zijn aangespoeld op Angel Island.
- Carried Away, waarin de Junior MythBusters via een drukcabine kijken op welke hoogte een normale ballon zou knappen.
- Eelskin Wallet, waarin Adam en Jamie neodymiummagneten testen om te zien of die wel creditcards konden wissen. Dat lukte inderdaad.
- Exploding House, waarin Adam en Jamie testen of zaagsel, meel, stro, of false rook ook een ontploffing kunnen veroorzaken als er een vonk in de buurt is.
- Elevator of Death, waarin de liftexpert die erbij werd gehaald de vragen beantwoordt of het ingedrukt houden van een liftknopje de lift sneller laat gaan, je onthoofd kunt worden door een sluitende liftdeur en of je tijdelijk gewichtloosheid kan bereiken door te springen in een lift.

Aan het eind van elke clip vernietigden Adam en Jamie een videoband waarop de clip zou staan.
Daarnaast werden er ook beelden onder de titel "Lost Experiments" (verloren experimenten) getoond. Dit waren complete mythes die nooit uitgezonden zijn:
| Mythe | Status                 | Notities |
| --- | ---------------------- | --- |
| Free Energy – Het is plausibel om gratis energie te verkrijgen door een rol staalkabel onder een hoogspanningsmast te plaatsen. | Gedeeltelijk Plausible | Voor deze mythe namen de MythBusters een grote rol staalkabel en bonden die rond een pvc-buis. Ze waren in staat om 8 millivolt aan elektriciteit af te tappen van de hoogspanningsmasten. Het is dus Plausible, maar voor een voldoende hoeveelheid stroom heb je duizenden meters kabel nodig. Dat is zeer gevaarlijk en illegaal. |
| Cola Myths – Cola kan worden gebruikt als toilet schoonmaakmiddel.                                                              | Busted                 | Voor de mythe vervuilde Adam het toilet van M5 met motorolie. Jamie was behoorlijk ontevreden hierover, maar Adam verzekerde hem dat hij het schoon zou krijgen. De cola hielp totaal niet, dus moest Adam de olie met een commercieel schoonmaakmiddel verwijderen.                                                                 |
| Exploding Tattoos – Een radiozendmast kan een tatoeage doen ontploffen.                                                         | Busted                 | Aangezien een echte radiomast te gevaarlijk was bouwden de MythBusters een kleine met een lage spanning. Ze plaatsten de zender naast twee bakken: een met water en een met tatoeage-inkt, en lieten dit een dag staan. Beide werden even warm.                                                                                      |
| Peeing on the Third Rail – Een muntje op de rails kan een trein doen ontsporen.                                                 | Busted                 | De trein verhitte en plette het muntje en reed gewoon door. |

### Special 5 — "Shop Till You Drop"
Deze aflevering werd gewijd aan een aantal van de MythBusters favoriete winkels en verkooppunten waar ze hun spullen voor de serie halen. Ook werd hierin eindelijk onthuld hoe ze telkens ballistische gel maken.

### Special 6 — "MythBusters Revealed"
In deze aflevering werd een kijkje achter de schermen genomen. Er waren interviews met Jamie, Adam, Kari, Tory en de producer Peter Rees.

### Special 7 — "Hollywood on Trial"
De MythBusters testten een paar mythes uit Hollywoodfilms, en blikten terug op een paar reeds geteste Hollywoodmythes. In deze aflevering maakte Grant Imahara zijn debuut.
| Mythe | Status                 | Notities |
| --- | ---------------------- | --- |
| Kogel die afketsen op andere objecten geven vonken. | Gedeeltelijk Confirmed | Na verschillende pogingen en foutjes lukte het de MythBusters om vonken te produceren. Het is erg ongemakkelijk, maar het kan. |
| De aluminium verf die acteur Jack Haley gebruikte voor zijn rol van de Tinnen Man in de film The Wizard of Oz uit 1939 was giftig en maakte dat hij in het ziekenhuis moest worden opgenomen. | Busted                 | Kari werd geheel met de zilververf ingesmeerd en overleefde het, net zoals Jamie zijn experiment met goudverf overleefde toen de mythe rond de film Goldfinger werd getest. De mythe is ontstaan doordat acteur Buddy Ebsen, die oorspronkelijk de rol zou krijgen, enorm allergisch bleek te zijn voor de verf en echt in het ziekenhuis moest worden opgenomen. |
| Het is mogelijk voor een middelgrote tot grote man om op eigen kracht door een houten deurframe te breken.                                                                                    | Plausible              | Door enkel gebruik te maken van zijn schouder lukte het Jamie om van een deur die was afgesloten met vier sloten, er drie open te breken. Adam probeerde het ook, maar gleed uit en viel op zijn rug. |
| Het is mogelijk om door een glazen ruit gegooid te worden en vervolgens gewoon op te staan en zonder een schrammetje weg te lopen.                                                            | Gedeeltelijk Busted    | Hoewel het mogelijk is om door een dunne glasplaat te breken zonder verwondingen, is dikker glas zoals dat in ramen wordt gebruikt wel gevaarlijk. |
| Het is mogelijk een plas benzine te ontsteken met een sigaret. | Gedeeltelijk Plausible | Een sigaret heeft op zich de juiste temperatuur voor het ontsteken van benzine, maar alleen wanneer hij gerookt wordt. Als je hem op de grond gooit verliest hij te snel zijn temperatuur om brand te veroorzaken. |

### Special 8 — "JAWS Special"
Deze twee uur durende special, die geheel in het teken stond van mythes rondom de film Jaws, werd gemaakt als onderdeel van Shark Week op Discovery Channel.
| Mythe                                                                                                 | Status    | Notities |
| --- | --------- | --- |
| Als een geheel gevulde, en dus onder druk staande, scuba tank wordt lek geschoten, ontploft hij.      | Busted    | Toen er een kogel in de tank werd geschoten ontsnapte de samengeperste lucht met zo’n vaart dat de tank de hele container doorvloog. Maar er kwam geen ontploffing. |
| Een witte haai kan met lucht gevulde vaten onder water trekken.                                       | Plausible | De maximale kracht van een haai is inderdaad groot genoeg om de vaten onder te trekken. |
| Hij kan die vaten vervolgens ook lange tijd onder water houden.                                       | Busted    | Een haai kan de vaten weliswaar onder water krijgen, maar is bij lange na niet sterk genoeg om ze daar ook te houden. |
| Een witte haai kan een duikerskooi met genoeg kracht rammen om hem te beschadigen of zelfs te breken. | Confirmed | De "ShaRammer", een metalen torpedoachtige nephaai, was in staat een stuk van de kooi af te breken. Aan het einde van de test was de kooi volledig verwoest. |
| Een witte haai kan een boot met genoeg kracht rammen om een gat in de romp te maken.                  | Plausible | Een witte haai heeft op zich genoeg kracht om een gat in een houten boot te rammen, mits de omstandigheden gunstig genoeg zijn. Er bestaat echter geen bewijs dat dit ook werkelijk een keer is gebeurd. |
| Een witte haai kan een boot zo hard achteruittrekken, dat de golven op het dek slaan.                 | Busted    | Dit is net zo’n geval als bij de vaten. De haai is gewoonweg niet sterk genoeg voor zoiets. |
| Door een haai op zijn neus, ogen of kieuwen te slaan, kan je hem tijdelijk verjagen.                  | Plausible | Buster werd aangepast zodat hij klappen kon uitdelen, en vervolgens voor de haaien geworpen. Ook probeerde Jamie het zelf een keer. De haaien die ze raakten trokken zich inderdaad terug en probeerden niet snel een tweede keer Jamie of Buster te benaderen. Klappen op de kieuwen waren efficiënter dan op de neus. |
| Haaien kunnen worden gevangen via een speciale pianosnaren (uit een verwijderde scène van de film).   | Busted    | Pianosnaren hebben niet de kracht die nodig is om een haai te vangen. |

### Special 9 — "Mega Movie Myths 2 Hour Special"
Adam, Jamie, Buster, en de Junior MythBusters bekijken filmmythes die ze in het verleden hebben getest, en besluiten een hele aflevering aan dit soort mythes te wijden.
| Mythe | Status    | Notities |
| --- | --------- | --- |
| The Dukes of Hazzard: een auto kan een groot stuk springen door een zandbult als springschans te gebruiken. Ook kan de auto met minimale schade landen. | Busted    | De auto kon 52 meter springen, een meter minder ver dan in de film werd gesuggereerd. Echter, de auto landde met de neus naar beneden en werd geheel vernietigd. |
| Big Trouble in Little China: een slot kan worden gebroken met een handvuurwapen.                                                                        | Busted    | Het 9mm pistool en de .375 Magnum revolver faalden in zowel het openen van een hangslot als een deadbolt. |
| Een slot kan worden gebroken door het te beschieten met een jachtgeweer of zwaarder vuurwapen.                                                          | Plausible | Beide wapens waren in staat sloten open te breken. De MythBusters concludeerden echter dat een dergelijke methode in het echt levensgevaarlijk zou zijn vanwege de terugkaatsende kogels.                                                                                              |
| Austin Powers 3: Goldmember: een auto kan worden voorzien van een werkende schietstoel.                                                                 | Plausible | Een pneumatische schietstoel paste in de auto, en de meeste mensen die het onderzochten trapten erin. De stoel lanceerde perfect een testpop uit de auto. Echter: dit is alleen Plausible in een redelijk grote auto, niet in de snelle sportwagens die je in spionnenfilms vaak ziet. |
| Indiana Jones and the Temple of Doom: een persoon kan door verschillende lagen van zonneschermen vallen en het overleven.                               | Plausible | Buster brak in stukken bij de val, maar de schokmeter suggereerde dat hij het zou hebben overleefd met weliswaar zware verwondingen. |
| Underworld: iemand kan via de vloer ontsnappen door een cirkel om zichzelf te schieten.                                                                 | Busted    | Zelfs een volautomatisch HK MP5 faalde om door de steunbalken van de vloer heen te schieten en genoeg schade te veroorzaken om de vloer te doen instorten binnen de gestelde tijd. Bovendien zou er enorm veel munitie voor nodig zijn.                                                |
| The Count of Monte Cristo: een zwaard kan een stuk van een ander zwaard afsnijden.                                                                      | Busted    | Een Japanse katana slaagde erin door een replica zwaard te snijden. Dit werd echter veroorzaakt door een breuk in het zwaard zelf. Bij het testen van de katana op een rapier slaagden de MythBusters er niet in een stuk van het rapier af te snijden.                                |
| MythBusters: de crew van MythBusters weet als geen ander hoe je een film kunt ruïneren.                                                                 | Confirmed | Werd getoond tijdens de eindtune |

### Special 10 - MythBusters Holiday Special
Dit is de tweede Kerstspecial van de MythBusters. Ze nemen weer eens een aantal kerstmythes onder de loep.
Als er een bevroren kalkoen valt, kan het:
| Mythe                    | Status    | Notities |
| ------------------------ | --------- | --- |
| ...je voet verpletteren. | Confirmed | De bevroren kalkoen verpletterde volledig de voet van ballistische gel. Bovendien waren er veel botten in de voet gebroken.                                                         |
| ...je hond verpletteren. | Plausible | Twee nephonden van ballistische gel werden volledig verpletterd. De mythe werd Plausible verklaard (in plaats van Bevestigd) omdat de mythe niet op echte honden getest kon worden. |

Je kunt een kalkoen koken met:
| Mythe                                  | Status | Notities |
| -------------------------------------- | ------ | --- |
| ...een radio die werkt op microgolven. | Busted | De MythBusters waren niet in staat om de kalkoen aan de hoge radioantenne te plaatsen. Dus ze probeerden het op een klein antennetje, maar de kalkoen werd niet gekookt.                                                  |
| ...een radar                           | Busted | De MythBusters bevestigden de kalkoen aan een draaiende radarantenne, maar de kalkoen 'verloor hitte'. Tory deed er vervolgens explosieven in en legde de kalkoen in een magnetron, wat een enorme explosie veroorzaakte. |

Je kunt voorkomen dat een kerstboom binnen zes weken al zijn naalden verliest door:
| Mythe                    | Status    | Notities                                                                               |
| ------------------------ | --------- | -------------------------------------------------------------------------------------- |
| meststof                 | Busted    | De kerstboom met meststof verloor de meeste naalden en ook zijn groene kleur.          |
| bleekmiddel              | Plausible | Er werden minder naalden verloren, maar de boom werd wel ziek.                         |
| soda van een citroenkalk |           | in het midden                                                                          |
| pijnverzachter           |           | in het midden                                                                          |
| salpeteroxide            | Plausible | Er werden minder naalden verloren, maar de boom werd wel ziek.                         |
| haarspray                | Plausible | Deze boom verloor de minste naalden, maar deze methode kan wel snel brand veroorzaken. |
| urethane                 |           | in het midden                                                                          |
| niks (controle)          |           | in het midden                                                                          |

| Mythe                                                                                            | Status     | Notities |
| ------------------------------------------------------------------------------------------------ | ---------- | --- |
| De MythBusters kunnen een succesvolle Rube Goldberg machine in kerststijl maken binnen een week. | Geen mythe | Dit was niet echt een mythe. Met enkele huishoudelijke voorwerpen, zoals Mentos, cola, een bowlingbal, verschillende speeltjes en een geroosterde kalkoen probeerden de MythBusters een machine te maken die Buster uit zijn stoel kon slaan. Dit was succesvol. |

### Special 11 — "Pirate Special"
Dit was een twee uur durende aflevering.
| Mythe | Status    | Notities |
| --- | --------- | --- |
| De splinters die rondvliegen nadat een kanonskogel een schip raakt, kunnen meer mensen doden dan de kanonskogel zelf.                   | Busted    | Met een simpel luchtdrukkanon en vier dode varkens bewezen de MythBusters dat een kanonskogel dodelijker is dan de splinters. De kogel kon ten minste vier varkens doorboren. De splinters die ontstonden nadat op een houten muur werd geschoten doorboorden geen enkel varken met dodelijke kracht. |
| Piraten droegen ooglapjes zodat ze met dit afgedekte oog 's nachts beter konden zien.                                                   | Plausible | De mythe werkt als aangenomen wordt dat het oog dat bedekt is al gewend is aan het zien in een donkere omgeving, terwijl het andere oog bij daglicht ziet. Als test werd een obstakelkoers uitgezet, die de MythBusters in het donker moesten afleggen. Eerst gewoon, en toen nadat een van hun ogen 30 minuten was afgedekt. Er zijn geen bronnen die de mythe bevestigen, vandaar dat het oordeel “Plausible” was.                                                          |
| Je kan een val uit de mast van een schip overleven door tijdens je val met een mes het zeil kapot te snijden en zo je val af te remmen. | Busted    | Via meerdere testen met schaalmodellen ontdekten de MythBusters dat zeilen niet uit 1 stuk worden gemaakt, maar uit meerdere lagen. Dit maakt het moeilijker om erdoorheen te snijden. Ook hoe scherp het mes is speelt een belangrijke rol in de mythe. Als het mes te scherp is, valt de persoon in kwestie te snel. Als het mes te bot is, kan het niet door het zeil heen snijden. Bij de test op groot formaat probeerde Tory de mythe uit, maar hij slaagde er niet in. |
| Piraten gebruikten rum niet alleen om te drinken, maar ook om hun kleren te wassen.                                                     | Busted    | In een test met rum, modern schoonmaakmiddel, zeep die men destijds had en zelfs urine probeerden de MythBusters of ze bloed en teervlekken uit kleren konden verwijderen. Het moderne middel en de urine deden dit het beste, maar de zeep en de rum hadden vrijwel geen effect. |

### Special 12 — "Snow Special"
Een lawine kan worden veroorzaakt door…
| Mythe            | Status | Notities |
| ---------------- | ------ | --- |
| ...te jodelen.   | Busted | Bij de testen op schaal leek het wel mogelijk dat een versterkte stem, indien de juiste kant op gericht, een lawine kan veroorzaken, Bij de echte test op groot formaat kreeg echter zelfs een ervaren jodelaar het niet voor elkaar. Ook toen haar stem werd versterkt met een megafoon volgde er geen lawine. |
| ...een zweepslag | Busted | Adam kwam met de theorie dat een miniatuur “sonic boom” veroorzaakt door een zweepslag een lawine kon veroorzaken, maar ook dit bleek niet mogelijk. |
| ...een vuurwapen | Busted | Deze mythe kwam voort uit verhalen van de Eerste Wereldoorlog, waarin soldaten blijkbaar lawines veroorzaakten met hun wapens. Adam en Jamie onderwierpen een paar machinegeweren aan de test, maar konden geen lawine veroorzaken.                                                                             |

| Mythe | Status    | Notities |
| --- | --------- | --- |
| Een menselijke tong kan bij temperaturen onder 0 graden Celsius meteen vastvriezen aan een metalen paal, en daardoor lastig worden losgemaakt. | Confirmed | Zowel Tory’s tong als die van een varken werden gebruikt voor de test. Beide tongen vroren meteen vast. Het team concludeerde middels wat extra testen dat in elk geval drie factoren van invloed zijn op het vastvriezen: speeksel (een droge tong vroor niet vast), het materiaal van de paal (bij een plastic paal gebeurde er niets), en het ruwe oppervlak van de tong (een gladde handschoen vroor niet vast, hoewel hij wel nat was gemaakt). |
| Acheruit rijden op een bevroren weg geeft een betere grip dan vooruitrijden.                                                                   | Busted    | Hoewel er wel iets meer grip optrad, maakte het feit dat achteruitrijden lastiger is dan vooruitrijden de mythe ongeloofwaardig. |

### Special 13 — "Baseball Myths"
In deze aflevering krijgt Amerika’s favoriete bezigheid de volle aandacht van de MythBusters. Het team kreeg versterking van pitcher Roger Clemens.
Corked Bat
| Mythe                                                                           | Status | Notities |
| ------------------------------------------------------------------------------- | ------ | --- |
| Een honkbalknuppel gevuld met kurk slaat een bal harder dan een normale knuppe. | Busted | Deze mythe speelt in op de gedachte dat een met kurk gevulde knuppel lichter is en een speler er dus harder mee kan slaan, en dat de buigzaamheid van de kurk de bal verder slaat. Adam en Jamie maakten een machine om de menselijke factor uit te sluiten. Testen toonden aan dat de machine een bal met een snelheid van 80 mijl per uur kon slaan. Deze snelheid werd ook gehaald met normale knuppels. Kurkknuppels haalden maar de helft van deze snelheid. Dit omdat kurk minder massa heeft, en een bal dus minder hard kan raken. Ook absorbeert de kurk een deel van de impact van de bal. |

Humid Balls
| Mythe                                                                                                | Status    | Notities |
| --- | --------- | --- |
| Een droge bal kan verder weg worden geslagen dan een bal die in een vochtige omgeving is opgeslagen. | Plausible | Het juniorteam begon met testen op schaal door droge en vochtige ballen vanaf een hoogte te laten vallen. De droge ballen stuiterden hoger terug dan de vochtige. Voor de test op groot formaat maakte Grant zijn eigen machine die de bal zowel kon slaan als gooien. Bij de test gebruikte het team vochtige ballen, droge ballen, en controleballen die in een normale omgeving hadden gelegen. De testen toonden aan dat droge ballen inderdaad het verst kwamen. Er waren mogelijk invloeden van buitenaf, maar de data waren goed genoeg om de mythe geloofwaardig (“plausible”) te noemen. |

Rising Fastball
| Mythe                                                                                | Status | Notities |
| ------------------------------------------------------------------------------------ | ------ | --- |
| Een fastball (die bovenhands wordt gegooid) kan tijdens het gooien de lucht in gaan. | Busted | Dit zou ingaan tegen de natuurwetten. Als een bal wil stijgen moet hij meer opwaartse kracht produceren dan zijn eigen gewicht. Dat is bij ballen niet het geval. |

The Slide
| Mythe | Status    | Notities |
| --- | --------- | --- |
| Daar je een honk niet voorbij mag rennen en dan terugkeren, is het beter om de slidetechniek toe te passen. | Confirmed | De slide (over de grond naar het honk toeglijden) is een populaire tactiek bij veel honkballers. Sommigen beweren dat dit een speler afremt vanwege de wrijving met de grond. Met wat coaching leerde het juniorteam om de sliden zoals honkballers. Tory, Grant en Jamie konden alle drie een honk sneller bereiken door te sliden dan door gewoon te rennen. Dit omdat ze bij het rennen op het laatste moment moesten afremmen, daar ze anders het honk zouden missen. |

Hitting the Hide off a Ball
| Mythe | Status | Notities |
| --- | ------ | --- |
| De draadjes van een bal kunnen loslaten, zodat de buitenkant van de bal eraf valt als hij hard genoeg gegooid en geslagen wordt. | Busted | De MythBusters verbeterden hun machine om ballen nog harder te kunnen slaan, veel harder dan een mens ooit zou kunnen slaan. De bal bleef echter intact. Pas toen de bal met een snelheid van 437 mijl per uur werd afgevuurd kwam de buitenkant deels los, maar dat was 4× sneller dan een mens kan gooien. |

### Special 14 — "Viewers Pick Special"
In deze special mochten kijkers zelf ideeën opsturen naar Adam en Jamie over welke mythes getest zouden moeten worden. De beste inzendingen werden uitgekozen.
| Mythe                                                                                        | Status    | Notities |
| -------------------------------------------------------------------------------------------- | --------- | --- |
| Als je niest met je ogen open, kunnen je ogen door de schok uit hun kassen vliegen.          | Busted    | Het was lastig, maar het lukte Adam om te niezen met zijn ogen open (hij hield ze open met zijn vingers). Zijn ogen waren na het niezen nog volledig in tact. Je kan jezelf wel een whiplash geven bij het niezen. |
| Je kan een auto sneller stoppen door hem in z’n achteruit te zetten.                         | Busted    | Hiervoor werden zowel een automaat als een gewone auto gebruikt. Indien de normale remmen op vol vermogen werden gebruikt stopte de auto na 20-25 meter. De auto in zijn achteruit zetten hielp niet, en de wagen kwam pas na meer dan 300 meter tot stilstand. De automaat had bovendien een veiligheidsmechanisme om te voorkomen dat men de auto tijdens het rijden in z’n achteruit zet.                                                                             |
| Sigaretten afgevuurd met een geweer kunnen een menselijk hart doorboren met fatale gevolgen. | Confirmed | De MythBusters vuurden eerst sigaretpeuken af, maar geen van deze penetreerde de ballistische gel, laat staan het hart. Pas nadat ze op point blank afstand schoten met gebruikte peuken, die dus vol afval zaten, bereikten enkele peuken het hart. |
| Met behulp van een tennisbal met een gat erin kan een autodeur worden geopend.               | Busted    | De theorie hierachter is dat door de bal hard op het slot de duwen en dan in te knijpen, de luchtdruk het slot opent. Het bouwteam probeerde deze mythe uit te voeren aan de hand van een video, en gebruikte twee verschillende tennisballen. Ze stelden het autoslot bloot aan de volledige luchtdruk, maar er gebeurde niets. Al snel ontdekten ze dat de video nep was, en dat de deur van de auto gewoon vanaf een afstandje was geopend met een afstandsbediening. |

Je kan jezelf beschermen tegen een messteek met...
| Mythe                    | Status    | Notities                                                                          |
| ------------------------ | --------- | --------------------------------------------------------------------------------- |
| ...een hardcover book.   | Confirmed | Een hardcover book kan een mes tegenhouden voor het de persoon in kwestie raakte. |
| ...een zakje met munten. | Busted    | De munten kaatsten het mes enkel naar een ander deel van het lichaam.             |

### Special 15 — "Supersized Myths"
Deze twee uur durende special stond geheel in het teken van mythes met enorme omvang.
Supersize Shark: de MythBusters onderzochten twee mythes over grote witte haaien.
| Mythe                                                                                               | Status    | Notities |
| --------------------------------------------------------------------------------------------------- | --------- | --- |
| Haaien kunnen jagen middels geluidsgolven van een lage frequentie die zich voortbewegen door water. | Busted    | De MythBusters bezochten een gebied vol haaien, en plaatsten een geluidsinstallatie in het water. Ze zonden geluiden uit bij verschillende frequenties, maar de haaien reageerden hier niet op. |
| De aanwezigheid van dolfijnen kan haaien ervan weerhouden hun prooi aan te vallen.                  | Plausible | Deze mythe komt voort uit verhalen over dolfijnen die drenkelingen zouden beschermen tegen haaien. De MythBusters gooiden aas in het water, wat al binnen vijf tellen werd aangevallen door de haaien. Daarna gooiden ze samen met het aas een nepdolfijn in het water. Toen de haaien de dolfijn zagen, vielen ze in eerste instantie het aas niet aan. Toen de dolfijn werd weggehaald, vielen de haaien onmiddellijk aan. |

Supersize Jet Taxi: Dit was een hertest van de oude Jet Taxi-mythe, omdat de MythBusters de eerste keer niet in staat waren een echt vliegtuig te bemachtigen voor hun experiment. Ditmaal testte het juniorteam of de motoren van een Boeing 747 …
| Mythe                                    | Status    | Notities                                                                 |
| ---------------------------------------- | --------- | ------------------------------------------------------------------------ |
| ...een taxi omver kunnen blazen.         | Confirmed | De motor blies de taxi zonder moeite omver.                              |
| ...een schoolbus omver kunnen blazen.    | Confirmed | Net als de taxi werd de bus met gemak omvergeblazen, en geheel vernield. |
| ...een klein vliegtuig omver kan blazen. | Confirmed | Ook het vliegtuigje werd met gemak omvergeblazen door de motoren.        |

Supersize Rocket Car: een spin-off van de oude JATO Rocket Car mythe. Ditmaal wilden de MythBusters de resultaten testen, niet de omstandigheden.
| Mythe                                                                                 | Status                   | Notities |
| ------------------------------------------------------------------------------------- | ------------------------ | --- |
| Een Chevy Impala met raketten op het dak kan zo’n snelheid bereiken dat hij opstijgt. | Appropriately Supersized | De MythBusters begonnen met een test op schaal, en concludeerden dat hun constructie van de oude mythe niet geschikt zou zijn voor deze. Daarom werden de raketten iets anders bevestigd aan de auto. Bij de test ontploften de raketten en de auto. Omdat ze niet genoeg data hadden voor een goede conclusie, kreeg de mythe het eindoordeel "Appropriately Supersized". |

Supersize Cruise Ship Waterskiing
| Mythe                                              | Status    | Notities |
| -------------------------------------------------- | --------- | --- |
| Een persoon kan waterskiën achter een cruiseschip. | Confirmed | Het juniorteam testte deze mythe op een cruiseschip genaamd de Regal Empress. Tory ging de uitdaging aan, en slaagde na drie pogingen. |

### Special 16 — Pirates 2
In deze special onderwierpen de MythBusters wederom piratenmythes aan een test, ditmaal mythes gebaseerd op de film Pirates of the Caribbean: The Curse of the Black Pearl en andere piraten films.
Rowboat Submarine
| Mythe | Status | Notities |
| --- | ------ | --- |
| Twee piraten kunnen een roeiboot gebruiken als duikboot. Ze lopen over de oceaanbodem met de duikboot over hun hoofd, en onder de duikboot zit een luchtbel. | Busted | Bij de eerste test probeerden de MythBusters over de bodem van een zwembad te lopen met een boot over hun hoofd, maar ze slaagden er niet in de boot mee naar de bodem te trekken. Om een betere kans te maken, verzwaarden Adam en Jamie zichzelf met piratenspullen. Maar ook nu konden ze de boot niet onder krijgen. Ten slotte verzwaarden ze ook de boot, maar zelfs dat kon de boot niet onder water houden. |

Buried in Sand
| Mythe | Status    | Notities |
| --- | --------- | --- |
| Een persoon die tot zijn nek in het zand is begraven, kan niet ontsnappen en zal verdrinken zodra het vloed wordt. | Confirmed | Tory werd ingegraven. Hij werd in droog zand begraven om te zien of hij door de druk van het zand flauw zou vallen, of anders zelf kon ontsnappen. Tory slaagde erin zichzelf te bevrijden. Vervolgens deden de MythBusters een test met nat zand aangezien de mythe suggereert dat de persoon in kwestie dicht bij de zeelijn zou worden ingegraven. Grant werd begraven, en kon niet ontsnappen. |

Cannonball Chaos
De MythBusters probeerden enkele geïmproviseerde kanonskogels uit. Als kanonskogel kan dienen een…
| Mythe                                                     | Status    | Notities |
| --------------------------------------------------------- | --------- | --- |
| ...grapeshot (tientallen kleine kogeltjes in een houder). | Confirmed | De grapeshot werd vroeger daadwerkelijk gebruikt.                                                                                          |
| ...flessen met rum.                                       | Busted    | Het glas brak en de rum verdampte toen het kanon werd afgevuurd.                                                                           |
| ...vorken, lepels en messen                               | Busted    | Het bestek vloog alle kanten op, en werd door de explosie verbogen. Het doelwit werd er nauwelijks door beschadigd.                        |
| ...vleesmessen.                                           | Plausible | De messen werden middels een container zo geplaatst dat ze allemaal naar voren staken. Dit maakte dat ze het doelwit serieus beschadigden. |
| ...een houten been.                                       | Busted    | Het been werd geheel vernietigd door het kanonschot, en deed niets met het doelwit.                                                        |
| ...spijkers.                                              | Plausible | De scherpe en zware spijkers brachten bijna net zoveel schade aan als een grapeshot.                                                       |
| ...kettingen.                                             | Confirmed | De zware ijzeren ketting was net zo effectief als een echte kanonskogel.                                                                   |

### Special 17 — James Bond Special 1
Electromagnetic Watch
| Mythe | Status | Notities |
| --- | ------ | --- |
| Een elektromagneet verstopt in een horloge kan kogels afweren. Gebaseerd op Bonds horloge uit Live and Let Die. | Busted | Jamie bouwde een magneet die in een horloge paste. Het team vuurde kogels af op zo’n manier dat ze vlak langs de magneet vlogen, maar de magneet had geen invloed. De MythBusters probeerden vervolgens een grotere magneet. Ook die hielp niet. Ten slotte gebruikten de MythBusters 13 zeldzame aarde magneten. Deze konden de kogels slechts licht af laten buigen. |

Propane Tank Peril
| Mythe | Status | Notities |
| --- | ------ | --- |
| Een propaantank die wordt geraakt door een 9mm-kogel zal ontploffen. Gebaseerd op de film Casino Royale. | Busted | Het juniorteam probeerde eerst uit of het mogelijk is een propaantank te doorboren met een 9mm-kogel. Dit bleek niet het geval te zijn. Een sterker vuurwapen zoals een shotgun of een.30 kaliber geweer slaagde er wel in. Bij de grote test vuurden ze meerdere kogels af op en gevulde tank, maar er volgde geen explosie. Het lukte pas toen het team een M134 ging gebruiken. |

Speed Boat Survival
| Mythe | Status    | Notities |
| --- | --------- | --- |
| Een speedboot kan nadat hij van een schans is gesprongen en een stuk door de lucht heeft gezweefd weer gewoon op het water landen en onbeschadigd doorvaren. Gebaseerd op Live and Let Die | Plausible | De MythBusters gebruikten een boot gelijk aan het model van James Bond uit de film. Ze bouwden er een afstandsbediening in. Adam ondernam de eerste poging, maar verloor controle over de boot waardoor deze omsloeg. De boot was echter onbeschadigd. Daardoor kreeg de mythe het eindoordeel plausible. |

### Special 18 — James Bond Special 2
| Mythe                                                                              | Status | Notities |
| ---------------------------------------------------------------------------------- | ------ | --- |
| Een balpenbom kan het bovenlichaam van een Etalagepop vernietigen (uit GoldenEye). | Busted | De MythBusters gebruikten het sterkste explosief dat ze konden krijgen, en vulden hiermee een normale balpen. De explosie hiervan was dodelijk, maar om de bovenkant van de pop geheel te vernietigen was een uitzonderlijk grote pen nodig. |

| Mythe | Status | Notities |
| --- | ------ | --- |
| Een bolhoed met een metalen rand kan indien hard genoeg gegooid een standbeeld onthoofden (uit Goldfinger). | Busted | Het Build Team maakte twee duplicaten van de hoed die Oddjob in de film droeg, en maakte een robot om de hoeden te gooien. De ene hoed had een stompe kant, de andere een scherpe. Het marmeren standbeeld voor de eerste test werd onthoofd, maar daar dit beeld hol bleek te zijn in plaats van massief s werd de test slechts als controlepunt beschouwd. Een beeld van massieve steen bleef ongedeerd. |

| Mythe                                                                                                  | Status | Notities |
| --- | ------ | --- |
| Een persoon kan met een gebit van staal door de kabels van een kabelbaan heen bijten. (uit Moonraker). | Busted | Adam en Jamie maakten twee versies van de tanden gebruikt door Jaws in de film: een van gehard staal en een van staal in een normaal bot. Geen van beide was in staat de kabels door te bijten. Zelfs toen met een hydraulische pers druk tot ver boven menselijk niveau werd opgevoerd lukte het niet. |

### Special 19 — Viewer Special 2
| Vraag | Notities |
| --- | --- |
| Een professor in paleontologie wilde weten waarom er zoveel prehistorische pijlpunten werden gevonden terwijl holbewoners ook geslepen stokken hadden kunnen gebruiken. | Dit was niet echt een mythe. Er moest alleen worden aangetoond of pijlen effectiever waren dan speren. Bij de test kwam naar voren dat het maken van een pijlpunt op de prehistorische manier veel langer duurde dan een punt aan een stok slijpen. Maar bij het testen van de wapens bleken de pijlpunten veel efficiënter. |

| Mythe                                                        | Status    | Notities |
| ------------------------------------------------------------ | --------- | --- |
| Het is mogelijk een boom om te hakken met een machinegeweer. | Confirmed | Het Juniorteam testte de mythe met een pijnboom. Eerst gebruikten ze een Thompson pistoolmitrailleur. Deze kreeg de boom niet omver. Vervolgens stapten ze over op een Dillon Aero M134D-vuurwapen. Daarmee werd de boom in enkele minuten neergehaald. |

| Mythe | Status    | Notities |
| --- | --------- | --- |
| Honkbalspelers dragen zwarte markeringen onder hun ogen om verblinding door laagstaande zon tegen te gaan. | Plausible | Adam en Jamie deden zwarte oogschaduw op en legden hiermee een oogtest af. Hun scores waren telkens gelijk. Adam zette vervolgens een lichtmeter in het oog van een pop, en mat hoeveel lux het oog bereikte met en zonder de verf. De resultaten verschilden niet veel. Maar nadat Adam de pop een pet opzette werd het verschil veel groter. |

| Mythe | Status | Notities |
| --- | ------ | --- |
| Het is mogelijk om uit een skilift te ontsnappen door langs de kabel naar beneden te glijden met je broek als hulpmiddel. | Busted | Het juniorteam ging naar een circus trainingscentrum om deze mythe te testen. Tory kwam met de broek nauwelijks vooruit over de kabel. Ook concludeerde het team dat de broek waarschijnlijk kapot zou gaan door de wrijving. |

| Mythe | Status    | Notities |
| --- | --------- | --- |
| Indien een spoor buskruit afkomstig uit een lekkend vat wordt aangestoken, zal de vlam de bewegende ton inhalen en al het buskruit doen ontbranden. | Plausible | Adam en Jamie gebruikten een robot om de ton in beweging te houden. De vlam haalde hem gemakkelijk in, maar toen hij eenmaal bij de robot was sloeg de vlam niet over het vat in. Pas toen het gat groter werd gemaakt en de ton werd geschud bereikten ze het gewenste effect. |

### Special 20 — MacGyver Special
| Mythe | Status | Notities |
| --- | ------ | --- |
| De chemische reactie van 1 gram natrium met water kan een gat in een muur blazen, groot genoeg voor een mens om doorheen te kruipen. | Busted | De MythBusters deden wat natrium in een gelcapsule, en plaatsten die in een fles met heet water tegen een betonnen muur. De explosie beschadigde niet eens de fles, laat staan de muur. Zelfs 100 gram natrium bereikte niet het gewenste resultaat. |

| Mythe                                                                                                   | Status    | Notities |
| --- | --------- | --- |
| Je kan een twee persoons ultralightvliegtuigje maken uit doorsnee materialen.                           | Busted    | Het Juniorteam probeerde aan de hand van de serie een ultralight te maken met bamboe, duct tape en de motor van een cementmolen. Hoewel de motor wel sterk genoeg was om het vliegtuig vooruit te duwen, kwam het vliegtuigje niet van de grond. |
| Een ultralightvliegtuigje kan veilig landen door te zweven (deze test was enkel op de website te zien). | Confirmed | Kari demonstreerde dat zelfs zonder motor een ultralight lang genoeg in de lucht kan blijven voor een veilige landing. |
| Een Ultralight kan blijven vliegen met een 9 pk-motortje (deze test was enkel op de website te zien).   | Busted    | Grant demonstreerde dat een vliegtuigje met een 9 pk-motor langzaam daalde. De motor kon het vliegtuig niet de lucht houden. |

Na bovenstaande mythes moesten Adam en Jamie aantonen dat ze MacGyvers talent op het gebied van improvisatie konden evenaren met een reeks wedstrijden. Deze wedstrijden waren niet echt om een mythe te testen, maar om te kijken of de twee slim genoeg waren om het probleem op te lossen. Ze hadden telkens slechts 1 uur de tijd, en mochten enkel materialen gebruiken die Tory en Grant hen gaven.
| Taak                                                                                         | Status   | Notities |
| -------------------------------------------------------------------------------------------- | -------- | --- |
| Open een slot met scherven van een gloeilamp.                                                | Geslaagd | Hoewel in de serie MacGyver er slechts 52 seconden over deed, deden de MythBusters er 50 minuten over. |
| Ontwikkel een film met doorsnee huishoudchemicaliën zoals ammonia en sinaasappelsap.         | Gefaald  | Zowel Adam als Jamie kregen een reeks huishoudelijke chemicaliën waaronder de chemicaliën die nodig zijn voor het ontwikkelen van foto’s. Hoewel Adam wel wat ervaring met foto’s ontwikkelen had en zich ook kon herinneren welke chemicaliën nodig waren, slaagde hij er niet in binnen de tijdlimiet.   |
| Maak een magnetisch kompas.                                                                  | Geslaagd | Adam en Jamie maakten een elektromagneet door draad rond een metalen schroef te wikkelen en te verbinden met een batterij. Daarna magnetiseerden ze een paperclip, stopten die in kurk en lieten de kurk op wat water drijven. Hoewel hij niet helemaal perfect was, gaf de paperclip wel het noorden aan. |
| Maak iets dat 30 meter de lucht in kan gaan om zo de aandacht van een helikopter te trekken. | Geslaagd | Tori en Grant wilden eigenlijk dat Adam en Jamie zouden proberen een aardappelkanon te maken, maar de twee hadden een ander idee. Ze gebruikten zeil, een pvc-buis en een touw om een vlieger te maken en lieten die op naar 30 meter hoogte.                                                              |

### Special 21 — Alaska Special
Deze special werd gemaakt voor Discovery Channels Alaskaweek.
Dynamite Dog
| Mythe | Status | Notities |
| --- | ------ | --- |
| Als een hond een staaf dynamiet die op het ijs is gegooid ophaalt, en ermee onder een SUV duikt, zal de explosie een gat in het ijs blazen groot genoeg om de SUV te laten zinken. | Busted | Om deze mythe te testen gingen Adam en Jamie naar Fischer Pond in Alaska. Eerst lieten ze een hond een paar keer een staaf ophalen. Dit gebeurde vrijwel altijd met dezelfde snelheid. Maar toen er een staaf dynamiet onder de SUV werd gelegd, deed de explosie vrijwel niets. Er moest 24 pond dynamiet aan te pas komen om een gat in het ijs te slaan. |

Cabin Fever
| Mythe | Status    | Notities |
| --- | --------- | --- |
| Cabin fever (een claustrofobische reactie die optreedt indien men lange tijd raakt ingesloten in een hut, bijvoorbeeld door een lawine) is echt. | Plausible | Voor deze test werden Adam en Jamie beide opgesloten in een cabine, zonder enige vorm van entertainment. Beide ondergingen testen om hun mentale toestand en stress te meten. De testen van de mentale test waren te inconsequent voor een goed antwoord. Adam vertoonde echter alle vier de symptomen: irritatie, vergetelheid, boze ogen en slecht slapen. |

Running Into a Moose
| Mythe | Status | Notities |
| --- | ------ | --- |
| Als er plotseling een eland voor je auto springt, kan je beter vol gas doorrijden dan hard op de rem trappen. | Busted | Het juniorteam maakte en rubbereland met hetzelfde gewicht als een echte eland. Daarna lieten ze een paar auto’s bij verschillende snelheden tegen de eland botsen. Hoewel bij hogere snelheden de auto er wel beter vanaf kwam, hadden ook de wagens die met topsnelheid reden grote schade. |

### Planes, Trains and Automobiles Special
Deze special werd uitgezonden in seizoen 9 en behandelt de 12 favoriete mythes rondom vliegtuigen, treinen en auto's van de MythBusters.

### Location, Location, Location
Deze special werd uitgezonden in seizoen 9 en behandelt de 12 favoriete locaties van de MythBusters:
1. De schietbaan
2. De Mojavewoestijn
3. De Sierra Nevada
4. Het Witte Huis
5. De hangars van het Moffett Federal Airfield
6. Het lokale elektriciteitsonderzoekscentrum (Thunderdome)
7. Universitaire onderzoeksinstellingen
8. Verlaten gebouwen
9. De startbaan van het Alameda Airport
10. Zuid-Afrika
11. De steengroeve bij Esparto
12. M5 Industries

### Wet & Wild
Deze special bevat een overzicht van de MythBusters' 12 favoriete mythes rondom water.

## "Young Scientists Special"
Deze aflevering werd uitgezonden op Science Channel in plaats van Discovery Channel.  Een groep winnaars van Discovery's "Young Scientist Challenge" mocht samen met Adam en Jamie enkele mythes over het milieu testen.
| Mythe                                                                | Status    | Notities |
| -------------------------------------------------------------------- | --------- | --- |
| Broeikasgassen zorgen dat de lucht meer warmte vasthoudt.            | Confirmed | De temperatuur in luchtdichte containers gevuld met koolstofdioxide en methaan viel 1 graad hoger uit dan die van containers met normale lucht, indien beide werden verwarmd met een hete lamp.                                                                       |
| Elektrische auto’s zijn trager dan auto’s met een verbrandingsmotor. | Busted    | Hiervoor werden verschillende elektrische voertuigen en voertuigen met brandstofmotor, van karts tot een Ferrari en een XI-sportwagen, tegen elkaar uitgetest. Hoewel de elektrische auto’s duidelijk geen racewagens waren, bleken ze snel genoeg voor stadsverkeer. |
| Koeien zijn slecht voor het milieu.                                  | Confirmed | Koeien produceren methaangas via hun boeren en hun ontlasting. Zodoende draagt de intensieve veeteelt bij aan het broeikaseffect. |
| Koemest kan het milieu helpen                                        | Confirmed | Koemest kan worden gebruikt als brandstof, zoals voor een grasmaaier. De boerderij waar deze mythe werd getest kreeg 90% van zijn elektriciteit uit een generator op koemest.                                                                                         |

## Mini Mythes
Deze mini mythes zijn te zien in videoclips op de Discovery Channel website.

### "Egg-uinox"
Deze mythe was waarschijnlijk te klein voor een aflevering, aangezien hij snel en gemakkelijk werd ontkracht.
| Mythe                                                                                               | Status | Notities |
| --------------------------------------------------------------------------------------------------- | ------ | --- |
| Je kan een ei alleen op zijn uiteinden laten balanceren gedurende de equinox in de lente of herfst. | Busted | Er is niets specials aan equinoxen waardoor je een ei zou kunnen laten balanceren. Je kan het op elke dag van het jaar doen. Hardgekookte eieren balanceren beter dan rauwe. |

### "Break-Step Bridge"
In een hertest van de Breakstep Bridge mythe besloten Adam en Jamie dat de hangbrug die Adam had gebouwd voor de eerste test te stabiel was voor een accurate test. Dus bouwden ze een simpelere loopbrug en testten die met Adams gewicht.
| Mythe                                                                              | Status    | Notities                                                                 |
| ---------------------------------------------------------------------------------- | --------- | ------------------------------------------------------------------------ |
| Een brug kan instorten door vibratie die ontstaat door eroverheen rijdend verkeer. | Plausible | De brug was in staat Adams gewicht te dragen, tot hij begon te springen. |

### "Mini Shark Myths"
Deze mythe is gerelateerd aan de Jaws special, maar niet specifiek aan de film Jaws.
| Mythe                                                                                                | Status    | Notities |
| --- | --------- | --- |
| Haaien worden aangetrokken door heldere kleuren, waaronder geel.                                     | Plausible | In een test gaven de haaien de voorkeur aan de gele pop boven de rode, blauwe, zwarte, witte en zilveren. |
| Haaien kunnen een enkele druppel bloed in een grote hoeveelheid water opmerken.                      | Busted    | De haaien ontdekten wel redelijk snel vissenbloed. Echter, ze konden menselijk bloed niet ruiken, of het interesseerde ze totaal niet. Net als bij elke geur konden de haaien het bloed ook niet ruiken totdat hun neus ermee in aanraking kwam. Het water verdunde het bloed snel, en daarmee dus ook de geur. |
| De huid van een haai is ruw genoeg om als schuurpapier te worden gebruikt.                           | Confirmed | In een test waarbij de haaienhuid werd vergeleken met verschillende soorten schuurpapier bleek de haaienhuid net zo goed te werken als het sterkste schuurpapier dat er was. |
| Er bestaat een vuistregel waarmee een observator de grootte van een haai gemakkelijk kan inschatten. | Busted    | Van alle metingen die werden gedaan op citroenhaaien, was er slechts één goed genoeg om de lengte van een haai te bepalen van neus tot staart. En die methode vereist een close-up meting die te gevaarlijk is voor een observator.                                                                             |

### MacGyver Mini Mythes
In de weken voor de uitzending van de MacGyver special, maakten de MythBusters reclame voor deze special middels de volgende minimythes.
| Mythe                                                                      | Status    | Notities |
| -------------------------------------------------------------------------- | --------- | --- |
| Iemand kan een lamp doen breken door er met een spuitbus op te spuiten.    | Confirmed | De spuitbus veroorzaakte een thermische schok in het hete glas van de lamp, waardoor deze brak.                            |
| Je kan een kapotte zekering maken door deze in aluminiumfolie te wikkelen. | Confirmed | Adam demonstreerde dat dit mogelijk is.                                                                                    |
| Je kan een zwavelzuurlek dichten met chocolade en heet water.              | Confirmed | Kari en Grant toonden beiden aan dat deze mythe waar is. De chemicaliën en suikers in de chocolade neutraliseren het zuur. |

### iOnion
Deze mythe hoorde eigenlijk bij de “Viral Hour” mythe uit seizoen 7, maar moest wegens tijdgebrek uit de aflevering worden geknipt.
| Mythe | Status | Notities |
| --- | ------ | --- |
| Kan men een mp3-muziekspeler opladen als een iPod door een USB-kabel in een ui te steken die eerst een half uur in elektrolytvloeistof heeft gelegen. | Busted | Grant testte deze mythe op dezelfde manier als te zien in de video, maar was niet in staat de iPod op te laden. Grant testte vervolgens met een voltmeter of er wel spanning van de ui af kwam. De meter gaf niets aan. De opzet miste de anode en kathode die nodig zijn voor het opwekken van stroom. |

### Homemade Surround Sound
Deze mythe maakte deel uit van de YouTube-aflevering uit seizoen 7, en is enkel op de website te zien.
| Mythe                                                                                              | Status | Notities |
| -------------------------------------------------------------------------------------------------- | ------ | --- |
| Men kan een werkende speaker maken uit een papieren plaat, aluminiumfolie, een penny en een klink. | Busted | Tory bouwde de speakers volgens de specificaties van de Household Hackers, maar ze bleken niet te werken. Ook toen hij maar een speaker tegelijk gebruikte werkte het niet. |

## Outtakes
Gedurende een liveoptreden van de MythBusters vertoonden ze een paar extra beelden die nooit zijn uitgezonden.

### "Facts About Flatulence"
Dit waren twee extra mythes van die hoorden bij de Facts About Flatulence mythe uit seizoen 3.
| Mythe                            | Status    | Notities |
| -------------------------------- | --------- | --- |
| Ook vrouwen laten winden         | Confirmed | Kari kreeg een speciale panty aan met een microfoon en een waterstofsulfide meter. De meter gaf eerst storing, maar de microfoon ving het geluid van een wind op. |
| Een wind kan worden aangestoken. | Confirmed | Adam had er wat moeite mee, maar uiteindelijk produceerde hij een wind die werd aangestoken door een butaan aansteker.                                            |